# Diamond (Oregon)
Diamond az Amerikai Egyesült Államok északnyugati részén, Oregon állam Harney megyéjében, az Oregon Route 205-től nyugatra elhelyezkedő önkormányzat nélküli település.
A helységnek egy általános iskolája van.

## Története
Az 1874–1875 óta lakott település nevét a Mace McCoy nevéhez fűződő Diamond Ranchen használt gyémántalakú billogvasról kapta. A posta 1887-ben nyílt meg. A települést Minerva J. (Dolly) Kiger nevezte el.

## Földrajz és éghajlat
Diamond az azonos nevű völgy csúcsán, a szintén a Diamond nevet viselő mocsárba folyó Mocsár-patak közelében fekszik. A tíz kilométerre északnyugatra fekvő bazaltsziklás krátereket természetvédelmi területté nyilvánították.
A település éghajlata sztyepp (a Köppen-skála szerint BSk).

## Fordítás
- Ez a szócikk részben vagy egészben  a   Diamond, Oregon című angol Wikipédia-szócikk ezen változatának fordításán alapul.  Az eredeti cikk szerkesztőit annak laptörténete sorolja fel. Ez a jelzés csupán a megfogalmazás eredetét és a szerzői jogokat jelzi, nem szolgál a cikkben szereplő információk forrásmegjelöléseként.